# 極美慎
極美 慎（きわみ しん、7月26日 - ）は、宝塚歌劇団花組に所属する男役スター。
神奈川県横浜市、県立港北高等学校出身。身長175cm。愛称は「しん」、「かりん」。

## 来歴
2012年、宝塚音楽学校入学。
2014年、音楽学校卒業後、宝塚歌劇団に100期生として入団。入団時の成績は22番。月組公演「宝塚をどり／明日への指針／TAKARAZUKA 花詩集100!!」で初舞台。
2015年、組まわりを経て星組に配属。
2017年の「ベルリン、わが愛」で新人公演初主演。入団4年目、100期から初の新人公演主演者誕生となった。
2019年の「霧深きエルベのほとり」で2度目の新人公演主演。
2022年の「ベアタ・ベアトリクス」でバウホール公演初主演。
2024年の「にぎたつの海に月出づ」で2度目のバウホール公演主演。
2025年8月11日付で星組から花組へ組替え。組替え後の11 - 12月「DEAN」（ドラマシティ・日本青年館公演）で、東上公演初主演を務める。

## 人物
幼稚園から中学2年まで空手に明け暮れていた。「極美慎」という名前は極真空手に由来する。
宝塚ファンの祖母が、思い出作りのために色々なものを見た方がいいと、宝塚バウホール公演に連れて行ってくれたのが、宝塚歌劇との出会い。中学3年で既に173cmあったため、「こんなに男らしくて輝いていて、背の高い女性が沢山いるんだ」と驚き、魅了された。
音楽学校を受験してから初めてバレエが必要と知る。初めての受験では不合格となるが、バレエ、声楽などを基礎から習い、再受験で合格を果たした。

## 主な舞台

### 初舞台
- 2014年3 - 6月、月組『宝塚をどり』『明日への指針 -センチュリー号の航海日誌-』『TAKARAZUKA 花詩集100!!』

### 組まわり
- 2014年11 - 2015年2月、宙組『白夜の誓い -グスタフIII世、誇り高き王の戦い-』『PHOENIX 宝塚!!-蘇る愛-』

### 星組時代
- 2015年8 - 11月、『ガイズ&ドールズ』 - 新人公演：クロスビー（本役：紫藤りゅう）[7]
- 2016年1月、『鈴蘭（ル・ミュゲ）-思い出の淵から見えるものは-』（バウホール） - エティエンヌ／民衆男
- 2016年3 - 6月、『こうもり』『THE ENTERTAINER!』
- 2016年6月、『Bow Singing Workshop〜星〜』（バウホール）
- 2016年8 - 11月、『桜華に舞え』 - 新人公演：辺見十郎太（本役：紫藤りゅう）『ロマンス!! (Romance)』[7]
- 2017年1月、『オーム・シャンティ・オーム-恋する輪廻-』（東京国際フォーラム） - アーミル・カーン
- 2017年3 - 6月、『THE SCARLET PIMPERNEL（スカーレット ピンパーネル）』 - 新人公演：アルマン・サン・ジュスト（本役：瀬央ゆりあ）
- 2017年7 - 8月、『オーム・シャンティ・オーム-恋する輪廻-』（梅田芸術劇場） - アーミル・カーン
- 2017年9 - 12月、『ベルリン、わが愛』 - ボリス・エッフェンベルク／ベルリンの男、新人公演：テオ・ヴェーグマン（本役：紅ゆずる）『Bouquet de TAKARAZUKA（ブーケ ド タカラヅカ）』 新人公演初主演[8][9]
- 2018年2月、『うたかたの恋』 - フェルディナンド大公『Bouquet de TAKARAZUKA（ブーケ ド タカラヅカ）』（中日劇場）
- 2018年4 - 7月、『ANOTHER WORLD』 - 桃太郎、新人公演：喜六（本役：七海ひろき）『Killer Rouge（キラー ルージュ）』
- 2018年8 - 9月、『New Wave!-星-』（バウホール）
- 2018年10月、『デビュタント』（バウホール） - オットー
- 2019年1 - 3月、『霧深きエルベのほとり』 - アドリアン・エルメンライヒ、新人公演：カール・シュナイダー（本役：紅ゆずる）『ESTRELLAS（エストレ―ジャス）〜星たち〜』 新人公演主演[10]
- 2019年5月、『アルジェの男』 - アンドレ『ESTRELLAS（エストレ―ジャス）〜星たち〜』（全国ツアー）
- 2019年7 - 10月、『GOD OF STARS -食聖-』 - シン、新人公演：ニコラス（本役：瀬央ゆりあ）『Éclair Brillant（エクレール ブリアン）』
- 2019年11 - 12月、『ロックオペラ モーツァルト』（梅田芸術劇場・東京建物 Brillia HALL） - フランツ・ジュースマイヤ
- 2020年2 - 3月、『眩耀（げんよう）の谷〜舞い降りた新星〜』 - イムイ、新人公演：管武将軍（本役：愛月ひかる）『Ray-星の光線-』（宝塚大劇場）
- 2020年7 - 9月、『眩耀（げんよう）の谷〜舞い降りた新星〜』 - イムイ『Ray-星の光線-』（東京宝塚劇場）
- 2020年12月、『シラノ・ド・ベルジュラック』（ドラマシティ） - ラグノオ
- 2021年2 - 5月、『ロミオとジュリエット』 - マーキューシオ[注釈 1]／パリス伯爵[注釈 2][3]
- 2021年7月、『婆娑羅（ばさら）の玄孫（やしゃご）』（ドラマシティ・プレイハウス） - 権六／鳶頭[3]
- 2021年9 - 12月、『柳生忍法帖』 - 香炉銀四郎『モアー・ダンディズム!』
- 2022年2月、『王家に捧ぐ歌』（御園座） - ウバルド
- 2022年4 - 7月、『めぐり会いは再び next generation-真夜中の依頼人（ミッドナイト・ガールフレンド）-』 - ロナン・ヴェリタス・オンブル『Gran Cantante（グラン カンタンテ）!!』
- 2022年9月、『ベアタ・ベアトリクス』（バウホール） - ダンテ・ガブリエル・ロセッティ バウ初主演[6][2]
- 2022年11 - 2023年2月、『ディミトリ〜曙光に散る、紫の花〜』 - ミヘイル『JAGUAR BEAT-ジャガービート-』
- 2023年3 - 4月、『バレンシアの熱い花』 - ロドリーゴ・グラナドス伯爵『パッション・ダムール・アゲイン!』（全国ツアー）
- 2023年6 - 8月、『1789-バスティーユの恋人たち-』 - マクシミリアン・ロベスピエール
- 2023年10 - 11月、『ME AND MY GIRL』（博多座） - ジャクリーン・カーストン[16]
- 2024年1 - 4月、『RRR×TAKA"R"AZUKA〜√Bheem〜（アールアールアール バイ タカラヅカ〜ルートビーム〜）』 - ジェイク『VIOLETOPIA（ヴィオレトピア）』
- 2024年5 - 6月、『BIG FISH（ビッグ・フィッシュ）』（東急シアターオーブ） - ウィル・ブルーム[17]
- 2024年8 - 12月、『記憶にございません!』 - 古郡祐『Tiara Azul-Destino-（ティアラ・アスール ディスティーノ）』[18]
- 2025年1 - 2月、『にぎたつの海に月出づ』（バウホール） - 智積 バウ主演[11][12]
- 2025年4 - 8月、『阿修羅城の瞳』 - 安倍邪空『エスペラント！』

### 花組時代
- 2025年11 - 12月、『DEAN』（ドラマシティ・日本青年館ホール） - ジェームス・ディーン 東上初主演[14]

## 出演イベント
- 2014年4月、宝塚歌劇100周年 夢の祭典『時を奏でるスミレの花たち』[注釈 3]
- 2015年12月、タカラヅカスペシャル2015『New Century，Next Dream』[注釈 4]
- 2019年12月、タカラヅカスペシャル2019『Beautiful Harmony』

## TV出演
- 2015年9月、NHK『経世済民の男 小林一三』後編 - 宝塚歌劇団団員[19]

## 広告・CM出演
- 2021年10月 - 2023年、ダイキン工業『うるさらX』[20]
- 2025年 - 、『加美乃素本舗』[21]

## 受賞歴
- 2019年、『阪急すみれ会パンジー賞』 - 新人賞[22]